# Bulbophyllum foetidum
Bulbophyllum foetidum är en orkidéart som beskrevs av Rudolf Schlechter. Bulbophyllum foetidum ingår i släktet Bulbophyllum och familjen orkidéer.

## Underarter
Arten delas in i följande underarter:
- B. f. foetidum
- B. f. grandiflorum